# Günther Kruse
Günther Kruse, född 5 juli 1934, död 18 januari 2007, var en argentinsk friidrottare. Han deltog vid olympiska sommarspelen 1956.